# Aubana
El derecho de aubana, también llamado albinagio, albana o ius albinagii, era el derecho que el señor feudal, el soberano o la hacienda nacional de un país tenían a la herencia de un ciudadano extranjero muerto en su territorio sin haberse naturalizado.
En épocas posteriores a la Edad Media se consideró una costumbre injusta para con los extranjeros por la inseguridad económica que generaba en ellos, que además tenía nocivos efectos sobre la economía del país por los perjuicios ocasionados al comercio y por la disminución en el aumento de sus riquezas. Fue sustituido por el derecho de detracción, consistente en el pago de un porcentaje sobre el valor de la sucesión.
En España el derecho de aubana fue abolido en el siglo XIII por el Fuero Real de Alfonso X, que establecía que las autoridades del lugar donde hubiese fallecido el viajero tenían la obligación de indagar la existencia de herederos y hacerles entrega de las propiedades del finado. En la actualidad este derecho está universalmente abolido.